# Alexander Ben Cvi
Alexander „Alex“ Ben Cvi (hebrejsky אלכסנדר „אלכס“ בן צבי‎, rusky Александр Бен Цви, Aleksandr Ben Cvi; * 5. prosince 1956 Černovice) je izraelský diplomat. Od listopadu 2020 působí jako velvyslanec Izraele v Rusku.

## Životopis
Narodil se v Černovicích a v roce 1971 emigroval do Izraele. Získal bakalářský titul v oboru mezinárodní vztahy a slavistika na Hebrejské univerzitě v Jeruzalémě, magisterský titul na univerzitě v Buenos Aires a doktorát v oboru mezinárodní vztahy na Vysoké škole Danubius na Slovensku.
V roce 1983 nastoupil do zahraniční služby, kde působil na oddělení pro východní Evropu. Zúčastnil se také izraelské mise v Polsku. Byl jedním z organizátorů prvního Pochodu živých v roce 1988. V roce 1989 byl jmenován prvním tajemníkem na izraelském velvyslanectví v Peru. V roce 1991 přešel na oddělení pro sovětské záležitosti na Ministerstvu zahraničních věcí a v roce 1992 byl jmenován konzulem v Rusku. V roce 1995 byl jmenován konzulem v Argentině. V roce 1998 byl jmenován zástupcem vedoucího oddělení pro Jižní Ameriku. V roce 2001 byl jmenován vedoucím oddělení pro Střední Ameriku a Karibik.
V roce 2002 byl jmenován velvyslancem Izraele v Kostarice a nerezidentním velvyslancem v Nikaragui a Panamě. V roce 2006 byl jmenován vedoucím oddělení pro Jižní Ameriku na Ministerstvu zahraničních věcí. V roce 2010 začal působit jako velvyslanec Izraele na Slovensku. V roce 2015 byl jmenován vedoucím evropsko-asijského oddělení na Ministerstvu zahraničních věcí. V září 2019 začal působit jako velvyslanec Izraele v Polsku. V červenci 2020 byl jmenován velvyslancem Izraele v Rusku, ovšem funkci začal vykonávat až v listopadu téhož roku.

## Osobní život
Hovoří sedmi jazyky, je ženatý a je otcem čtyř dětí.